# 新恐竜の生物一覧
新恐竜の生物一覧（しんきょうりゅうのせいぶついちらん）は、ドゥーガル・ディクソンの著作『新恐竜』に登場する架空の生物についてまとめたものである。

## 概要
この世界では白亜紀末期（6500万年前）の大量絶滅が発生せず、その後も恐竜類が繁栄・進化し続けた。結果として現実の世界で哺乳類が占めている生態的地位（ニッチ）を担う生物のほとんどは恐竜の子孫となっている。恐竜以外には翼竜類、鳥類、首長竜類も栄えており、哺乳類は現実世界の齧歯類のような姿で細々と生き延びている。
恐竜たちの大部分は温血であり、体が羽毛や毛に覆われているものも多い。種の数が多く、広く分布している種族としてはコエルロサウルス類やヒプシロフォドン類が挙げられる。特にコエルロサウルス類から進化して樹上生活に適応したアルブロサウルス類は世界中の森に生息している。アルブロサウルス類は一般に体が小さく、肢は4本とも指が長くて枝をつかめるようになっていることが多い。またアルブロサウルス類は1本の叉骨を2本の鎖骨へと変化させている。
種名の日本語表記は『新恐竜』ダイヤモンド社版（新装版）に従う。太田出版より刊行された版（旧版）とは表記が異なるものもあるが、大半はアルファベットをカタカナに転写する際の表記揺れであるため特に説明していない。また、一部の種は新装版のみ和名が設定されている。
なお、執筆当時と現在とでは恐竜の系統分類の仕方が大きく変わっているので注意が必要である。
さらに児童書版ではアルブロサウルス類やグルマンなど、少なくない生物が最新の知見に基づいて系統を変更された。

## エチオピア区
赤道の南北にまたがるエチオピア大陸のうち、旧北区に含まれる北の内海沿岸部以外の部分と、東海岸沖の島々。

### 熱帯多雨林
いずれもアルブロサウルス類である。
ワスプイーター（ハチクイリュウ／Vespaphaga parma ）
長い爪でハチの巣に穴を開け、細長い口を差し込んで中の虫を食べる。樹の枝の下側にある巣をついばむために後肢と尾で枝に逆さまにしがみつくこともでき、皮膚はハチに刺されても平気なようにうろこで覆われている。
※児童書版ではガルディミムスの子孫とされている。
ツリーホッパー (Arbrosaurus bernardi )
樹の皮の下にいる虫を長い爪でほじくり出して食べる。細長い尾を立てて上体とのバランスを保ち、木々の間をジャンプして移動する。後頭部から背中を経て尾の先まで毛（羽毛？）に覆われており、目は前向きについていて立体視ができる。
※児童書版ではガルディミムスの子孫とされている。

### 草本サバンナ
いずれも地上生活するようになった翼竜の子孫。新たに発達したイネ科の繁茂する草原という環境に適応することに成功し、恐竜からニッチの一部を奪取している。
ランク（ノッポリュウ／Herbafagus longicollum ）
翼は完全になくなり、四肢と首が長く伸びた現実世界のキリンに似た体型で、頭頂高3～4mほどになる。前肢の指のうち一本はひづめになったが、他の3本は残っており毛づくろいに用いられる。前後の同じ側の脚を同時に動かす、いわゆるだく足で走る。
※児童書版ではアズダルコ(類)の子孫とされている。
フラープ (Vexillala robusta )
二足歩行で、肩までの高さは1mほど。翼は退化しているが、仲間への求愛や威嚇の時はこれを広げて甲高い声を上げる。草の根もとの固い部分を食べるために歯は鋭く、また一度消化したものを反芻する。10数頭の群れで行動する。
※児童書版ではアズダルコ(類)の子孫とされている。

### 砂漠・低木砂漠
いずれも砂の中で生活するようになったコエルロサウルス類である。
サンドル（スナモグリ／Fususaurus foderus ）
体は細長い流線型で、毛皮に覆われている。四肢は短く穴掘りに適した形になっている。目と鼻の孔だけを地面の上に出し、通りかかった小動物を捕食する。獲物の体から摂取した水分を残さず利用するために、効率のいい腎臓を持つ。
※児童書版ではガルディミムスの子孫とされている。
ワーム（クビナガモグリ／Vermisaurus perdebracchius ）
サンドルよりさらに細長く前肢のない、ほとんど現実世界のヘビのような体型。頭部と胴体の下面と尻はうろこで、他の部分は毛で覆われている。主に砂漠の哺乳類を食べる。サンドルと同じように効率のいい腎臓を持つが、体が細長いために一つしかない。
ワーム類は世界各地に棲んでおり、樹上生活するツリーワームのような種もいる。
※児童書版ではガルディミムスの子孫とされている。

### 大陸沖の島
大陸東海岸の沖400kmほどのところに浮かぶ大きな島。白亜紀末より前（本書では1億4500万年前となっているが、現在では8000万年前と考えられている）に大陸から分裂したため、ほとんど当時のままの生物が生き残っている。
メガロサウルス (Megalosaurus modernus )
メガロサウルスそのもの。体長8～10mほどで、1頭または数頭で狩りをする（最近の復元図よりは前肢が大き目に描かれており、獲物の体を引き裂くのに役立つとしている）。年老いると敏捷な動きが出来なくなり、腐食者に転身する。
児童書版では設定が大きく変更されており、系統がメガロサウルス類からアベリサウルス類へと変わっている。
実際の地球史においても、メガロサウルス類はジュラ紀末に絶滅していたとされ、白亜紀にマダガスカル島にいたのはマジュンガサウルスのようなアベリサウルス類だった。
ティタノサウルス (Altosaurus maximus )
ティタノサウルスそのもの。体長18m、頭頂高6mほどで、首と尾が長い。口の先端にある歯で樹の葉や芽を噛み切るとそのまま飲み込む。餌を磨り潰すために石を飲み込んで砂のうに溜めておき、石が擦り減って丸くなると吐き出す。書かれた当時の復元図と同様、首を高くもたげた姿で描かれている。
※児童書版ではマダガスカル産のティタノサウルス類、ラペトサウルスの子孫とされている。

### 海洋の島々
前項の大きな島より北方に点在する諸島。南方の島と同じように古いタイプの恐竜が生き残っているが、体格はより小柄である。
ミニメガロサウルス (Megalosaurus  nanus )
小型のメガロサウルス。体長3mほどで、大型種に比べて細身で軽快に動き回り、小型恐竜だけでなく海岸に群れる鳥をも捕食する。
※前項の変化に伴い、こちらもコビトアベリサウロイデスに系統と名前が変更されている。
ミニティタノサウルス (Virgultasaurus minimus )
小型のティタノサウルス。尾が短く、体格の割に頭は大きい。肉食恐竜よりも餌の幅が限られていたため、より小型化に拍車がかかっている。
(肉食恐竜は1/3のサイズに、植物食恐竜は1/5になった)
※児童書版では大型種と同じくラペトサウルスの子孫とされている。

## 旧北区
北半球にある地球最大の大陸の大半（最近衝突した南部の陸塊以外のすべて）と、西部の内海に沿ったエチオピア大陸の北岸部。

### 落葉樹林・混交林
ゲシュタルト（アリリュウ／Formisaura delacasa ）
パキケファロサウルスから進化した、社会性を持つ小型恐竜。水辺に斜めに生えている樹を支柱にして、樹の枝や草を集めて円錐形の巣を作る。
巣には女王がいる。女王は体長1mほどで、毎日1個ずつ産卵し続ける。卵は巣の一番上の部屋に運ばれて太陽熱で暖められて孵化し、幼生としてしばらく巣の中で過ごした後、雌は食料を集めて巣へ運ぶワーカーに、雄はワーカーたちや巣自体を守る兵隊になる。ワーカー、兵隊とも頭部と四肢の先以外は毛に覆われ、ワーカーは前肢でものをつかめる。兵隊の頭の周りには毒を持ったとげが生えている。年をとったワーカーは巣に戻って卵や幼生の世話をするようになる。目は退化し、肩から生えた感覚毛だけを残して毛は抜け落ちる。年をとった兵隊はとげがなくなり、巣の中で女王と交尾する繁殖雄になる。繁殖雄は10日ほどで死んでしまうが、すぐに次の繁殖雄が出現する。そして女王が死ぬと、年長のワーカーの中から新しい女王が出現する。
ブリケット (Rubusaurus petasus )
ハドロサウルス類の一種。背中と四肢、長い尾は毛に覆われ、後頭部には平たいとさかがあり、林の中を駆け回って樹の芽や実を食べる。後肢と尾で体を支え、立ち上がって高いところの餌を食べることもできる。尾は目立つ色の縞模様になっており、仲間に危険を知らせる合図にも使われる。
体毛についた寄生虫を追い払うために水浴びや泥浴びをすることがあり、しばしばその直後に発情して交尾に及ぶ。
ズウィム (Naremys platycaudus )
体長30cmほどの哺乳類。尾は胴体と同じくらいの長さがあって平たく、また後肢には水かきがあり、これらを使って泳ぎ回ることもできる。昆虫などを主食としており、ブリケットの水浴び場は格好の餌場ともなる。捕食者から身を守るために、鋭い歯と有毒の唾液を備えている。

### 針葉樹林
コニーター（マツカサクイ／Strobofagus borealis ）
ヒプシロフォドン類の一種。体長3mほどで体毛はなく、皮下脂肪が厚い。硬い毬果などを食べるためにくちばしと臼歯が発達している。10頭あまりの群れで行動する。
ジンクス（マネシリュウ／Insinuosaurus strobofagoforme ）
ドロメオサウルス類の一種。外見的には主食であるコニーターと非常によく似ている（違いとしては全身が細かい毛に覆われ、特に首には長いたてがみがあること、くちばしがなく、歯が尖っていること、後肢に鉤爪があることなどである）。体臭さえもそっくりであり、コニーターの群れに紛れ込んで油断しているところを襲う。

### ツンドラ・高山帯
主に温血恐竜より寒さに強い鳥類が棲んでいる。下記はいずれも飛ぶのをやめた鳥類である。
トロンブル（マンモスチョウ／Gravornis borealis ）
体高が3mもあり、毛のような羽毛に全身が覆われている。巨体を支えるために肢は太い。草食で、餌をすりつぶすために石を飲み込んで砂のうに溜めておく。
ホイッフル（ハシリシギ／Adescator rotundus ）
昆虫を主食としており、丸い体と細長い肢を持つ。細長いくちばしを土の中に差し込んで虫の動きを探ることができ、眠る時はそのくちばしを守るために胸毛の間に埋める。トロンブルがのし歩いた後の地面から這い出てきた虫や、トロンブルの体にたかる寄生虫を食べることもあり、共生に近い関係にある。

### ステップ・草原
タランター (Herbasaurus armatus )
アンキロサウルス類の一種。背中の鎧は砂嵐から身を守り、体の乾燥を防ぐためのものになっている。自衛用としては体の側面に沿って並んだトゲと棍棒のような尾があり、トゲから下（腹側）には厚い毛が生えている。頭を覆う兜の先端は嘴状になり、内部には乾燥した空気をそのまま肺に吸い込まないよう、湿り気を与えるための粘膜がある。

### 砂漠・低木砂漠
デバリル (Harenacurrerus velocipes )
ヒプシロフォドン類の一種で、体長は60cmほど。砂漠に棲む恐竜の中では珍しく温血である。寒い時は背筋を縮めて体の表面積を減らし、皮膚をたるませて防寒に役立てる。逆に暑い時は背筋を伸ばし、すべての皮膚が空気に触れるようにして体熱を発散しやすくする。基本的に二足歩行だが、寒い時は両肢を揃えてジャンプで移動する。

## 新北区
西側は狭い海峡で、東側は広い海で旧北区と隔てられた大陸のうち、南側の大陸につながる細長い陸橋以外の全域。

### プレーリー・草原
スプリントサウルス (Sprintosaur, Family Sprintosauridae)
草原に適応して四足歩行するようになったハドロサウルス類の子孫。草食で、大きな群れをつくって行動する。
ランベオサウルス亜科から進化した頭頂部に骨製のとさかがあり尾が短いグループ（アンカーサウルス／Ancorachephalus major、ヨツコブスプリントサウルス／Sprintosaurus quadribullus、ブレードスプリントサウルス／Sprintosaurus dolabratops など）と、ハドロサウルス亜科から進化したとさかがなく尾が長いグループ（ハタザオサウルス／Vexillosaurus levipes ）がある。前者は種によってとさかの形が異なり、また呼吸する時の空気をその中に通すことによって特有の鳴き声を出す。後者は尾の先端がヒレ状に広がり、種によってその形や模様が異なっていて、旗竿のように垂直に立てて仲間に合図を送る。
ノースクロー (Monuncus cursus )
コエルロサウルス類の肉食恐竜。尾が長く、胴体は草むらに隠れるために黄色と黒の毛に覆われている。二本脚で素早く獲物に駆け寄り、右の前肢に1本だけある大きな鉤爪で引き倒して仕留める。
モノコーン（イッカクリュウ／Monocornus occidentalis ）
ケラトプス類の一種。鼻の上に大きな角があり、顔から肩の後ろまでが硬いえり飾りで守られている。群れの中での序列を決める時には、互いに角が当たらないようにしてえり飾りを押し付け合う。また、顎から腹にかけて長い毛に覆われている。餌の草が生えている場所を求めて長距離を歩き続けるため、先祖にくらべて肢はやや細く、かかとを地面につけない趾行性の歩き方をする。
モノコーンの仲間は、西の海峡が地峡だった頃に旧北区へも進出した。

### ツンドラ・高山帯
バラクラブ（ユキオトコリュウ／Nivesaurus yetiforme ）
ヒプシロフォドン類の一種。体長2mほどで、全身が厚い皮下脂肪と毛に包まれている。後肢と尾は雪の上でも滑らないようになり、前肢の5本の爪のうち外側の2本は長く鋭く、内側の3本は短く平たくなって、雪を掘ったり岩の表面に生えたコケなどを剥ぎ取ったりするのに役立つ。
マウンテンリーパー (Montanus saltus )
コエルロサウルス類の一種。体長1mほどで全身が長い毛に覆われ、尾を立てると先端が頭よりも上にくる。その尾でバランスを取って岩山を飛びまわり、小さな獲物を捕らえるだけでなく、バラクラブなどの草食恐竜をも仕留めることができる。直立して周りを見張る時は、両方の前肢と片方の後肢を畳んで体毛の間に隠し、冷えないようにする。マウンテンリーパーの仲間は新熱帯区にも進出し、カトラスツースなどの大型肉食恐竜に進化した。

### 混交林 ― 湿地
スプリンジ（シニマネリュウ／Necrosimulacrum avilaqueum ）
サウロルニトイデス類の一種。体長は8mほどで、頭が大きく、比較的知能が高い。尾は細長く、背中は毛に覆われている。後肢の爪の1本が鋭い鉤爪になっており、歩く時は地面につかないように指ごと上に向けている。湿地に横たわり、腹を膨らませて死体を装い、腐食性の鳥や翼竜が近づいて来たところで後肢を素早く伸ばして鉤爪を突き刺して捕らえる。
シフト (Pterocolum rubicundum )
翼竜の一種で、体つきは渉禽類に似ている。浅い水の底を脚でかき回し、浮かび上がった藻類や小さな虫などをクシ状の歯がついた細長いあごで漉し取って食べる。

### 落葉樹林・混交林
いずれもアルブロサウルス類である。
ノーガー（キツツキリュウ／Picusaurus terebradens ）
口の先端にある歯で樹をつついて穴を開け、その中にいる虫を引きずり出して食べる。最前列の歯が擦り減ると、すぐ後ろにあった歯が前に押し出されて取って代わる。前肢の指のうち1本は前肢自体と同じくらい長く、先端は鉤爪になっている。
ツリーパウンス（ヒョウモンリュウ／Raminsidius jacksoni ）
肉食で、他のアルブロサウルスを襲って食べる。尾を含まない体長が70cmほどで、体毛は木々の間で目立ちにくい色のまだら模様になっている。耳の周りに長い毛が生えていて、耳の穴に音を集めるような構造になっている。
フットル (Currerus elegans )
体長50cm（その半分ほどは尾）、体重数グラムしかない。細長い肢で枝から枝へ跳び移り、細長い口で虫を捕まえて食べる。

## 新熱帯区
新北区と陸橋でつながった大陸、およびその陸橋地帯。他の大陸とつながっていない時期が長かったため、比較的古いタイプの恐竜とつながった時期に侵入した新しいタイプの恐竜が混在する。南北融合の際に一部の南米産恐竜が北米産恐竜との競合に敗れて絶滅しているもよう。
なお児童書版によると、ティラノサウルス類やドロマエオサウルス類といった北米産の獣脚類によって、南米の走行性竜脚類やアベリサウルス類が絶滅へ追いやられたらしい。

### 熱帯多雨林
南アメリカのジャングル。
パンガルーン（センザンリュウ／Filarumura tuburostra ）
アルブロサウルス類から再び地上性に進化した種で、背中と尾は体毛が変化したうろこに覆われている。前肢の爪でアリの巣穴を掘り、管状の口の先から細長く粘り気を帯びた舌を巣に差し込んでアリを舐めとる。
※児童書版ではアルヴァレスサウルス類の子孫とされている。
ウォーターガルプ（ジュゴンリュウ／Fluvisaurus hauristus ）
ヒプシロフォドン類から進化して水中生活するようになった恐竜。体長2.5mほどのずんぐりした流線型で、体を沈めたまま目と鼻だけを水面から出せるようになっている。くちばしと爪のある前肢を使って水草を食べ、後肢と尾で水をかいて泳ぐ。陸上で動くのは極めて困難。
※児童書版ではヒプシロフォドンの子孫とされている。
ギンプ（ミツスイリュウ／Melexsorbius parvus ）
小型のアルブロサウルス類で、花の蜜を吸って生きる。体長20cm以下で、四肢が長く尾は短い。パンガルーンのそれに似た、管状の口と細長い舌を持つ（こちらは花の奥の方にある蜜を集めるためである）。ギンプ類は種ごとに特定の花に適応しており、それぞれ口の形や背中の模様が異なる、また、花の方もギンプの体に花粉が付くようにして受粉を媒介させる。
※児童書版ではキロステノテスの子孫とされている。
スケイリーグライダー（ウロコバネ／Pennasaurus volans ）
コエルロサウルス類から進化して、脇腹から生えた翼のような数対のうろこで滑空するようになった史上最小の恐竜。体長30cm（その半分近くが尾）、翼（うろこ）長25cmで、チョウを主食とする。うろこの表側は樹皮に似た暗い色、裏側は黄色や赤などの明るい色である。
※児童書版では恐竜ではなく、トカゲ類の子孫とされている。

### 草原 ― パンパ
タートサウルス（コウラリュウ／Turotosaurus armatus ）
竜脚類の一種で、体が硬い鎧に覆われている。鎧の頭部と下アゴはそれぞれ一つのパーツで、先端は歯の代わりに草を噛み切る役目も果す。他の部分は多数の小さな骨状のパーツが集まって板のようになっており、背中と脇腹は一枚の板、首と尾は節のある一連の板からなる。腹と尾の下側、それに四肢には鎧がないが、いざという時は地面に伏せれば脇腹に隠れるものと思われる。
※児童書版ではサルタサウルスの子孫とされている。
ランバー（ゾウリュウ／Elephasaurus giganteus ）
祖先とあまり変わらない姿の竜脚類で、体長25m、体重70トンと現在の地球上では最大の恐竜である。首と尾が長く、横にはある程度動くが縦にはほとんど動かせない。鼻が口の前まであり、草を口元に押し込むことができる。
※児童書版ではアンデサウルスの子孫とされている。
カトラスツース（ヤイバリュウ／Caedosaurus gladiadens ）
400万年前に陸橋を伝ってやってきたマウンテンリーパー、またはその近縁種から進化した大型肉食恐竜。メガロサウルスに似た体型で、頭と腹以外は毛が生えている。上顎の歯が大きく、その裏側にはギザギザがある。最前列の1対が巨大な牙となっており、折れると後ろの歯がすぐに成長して新しい牙になる。数頭の小さな群れで、大きな獲物を仕留める。
※児童書版では系統がコエルロサウルス類からノアサウルスへと変更されている。
グルマン (Ganeosaurus tardus )
南米大陸に進出したティラノサウルスの子孫で、完全な腐食性恐竜。体長17m、体重15トン。前肢、肩甲骨、肋骨が完全に退化しており、背中にはうろこ状の鎧がある。死体を丸呑みし、何日もかけて消化する。
グルマンの近縁種は北米へと侵攻したらしいが、やがてティラノサウルス類によって絶滅させられた。
※児童書版では系統がティラノサウルス類からアベリサウルス類の子孫へと変更されている。

### 荒地 ― 山岳地
ディップ (Harundosaurus montanus )
マウンテンリーパーの子孫で、魚を主食にしている。首と顎が細長く、翼のない水鳥とでもいった体型である。目は水中の魚の位置を正確に捕らえることができる。
※児童書版では系統がコエルロサウルス類からノアサウルスの子孫へと変更されている。
ハリダン (Harpyia latala )
高山に棲む翼竜。体には羽毛が生えており、主翼の他に気流をコントロールする小さな翼が前肢の指に2対、後肢に1対ある。視力が高く、上空から地上の小動物を見つけて捕食する。
※児童書版ではオルニトケイルスの子孫とされている。

## 東洋区
旧北区を構成する大陸の南部にあるゴンドワナ大陸から分れた陸塊、およびその東側の半島と多島海。

### サバンナ ― 草原
ラジャファント（オウサマリュウ／Gregisaurus titanops ）
ティタノサウルスの一種。頭頂部が大きく、歯は硬い草も噛み切ることができる。群れで行動し、捕食者から幼獣を守る。

### 荒地
ハヌハン (Grimposaurus pernipes )
ヒプシロフォドン類の一種。クラックビークのような樹上性を経てバラクラブのような高山性に進化したものらしく、皮下脂肪が厚いが体毛は薄い。また、岩の上に生えたコケなどを食べるためにくちばしは硬い。細長い尾でバランスを取って岩場を跳びまわる。
タデイ (Multipollex moffati )
ヒプシロフォドン類の一種で、山際の竹林に棲む。尾を除く体長は2mほどで、動きは鈍い。前肢の5本の指のうち両側の2本は対向性があり、竹をつかんで食べる。

### 熱帯多雨林
ナムスカル（イシアタマリュウ／Sphaeracephalus riparus ）
パキケファロサウルス類の一種。祖先とほとんど変わらない姿の草食恐竜で、東洋区東部の褶曲山脈の谷間を埋めた密林に数頭単位で棲んでいる。
ツリーワーム（ヘビクビリュウ／Arbroserperus longus ）
ワームの一種で樹上性。砂漠の近縁種では体の一番後ろにあった後肢が少しだけ前に寄っている。後肢と太く短い尾で樹につかまり、細長い首を伸ばして昆虫や小動物を捕食する。
フラリット (Labisaurus alatus )
多島海に棲むアルブロサウルス類。前肢の手首から後肢の付け根にかけて飛膜があり、滑空することができる。胴体と頭部の長さは30cmほど、尾も同じくらいの長さがある。体の背中側（飛膜も）は毛、腹側（飛膜以外）はうろこに覆われている。飛膜の腹側は鮮やかな色の皮膚が剥き出しで、仲間や敵に対するアピールにも使われる。指とアゴは細長く、目は正面を向いている。昆虫を主食とする。

### 混交林 ― 沼沢地
パラソ (Umbrala solitara )
マングローブの林に棲む翼竜。翼長は3mほどで、保護色となる模様がある。翼を体の前に広げて水面に日陰を作り、そこに集まってきた魚を食べる（クロコサギなど現実世界のサギの仲間で、同じような行動を行うものがある）。
グラブ (Lutasaurus anacrusus )
ヒプシロフォドン類から進化して水中生活するようになった恐竜。近縁種のウォーターガルプと似ているのは平行進化の結果だが、こちらの方がより水中への適応が進んでおり、後肢は完全に退化している。体長は2mほどで、前肢は泳ぐ時の方向転換や、1本ずつある鉤爪で水草の根を掘り起こしたりするのに使う。

## オーストラリア区
オーストラリア大陸と、その北の大きな島、東の二つの島、そして多数の小島。他の大陸では絶滅した恐竜の生き残りや、他の大陸とは違う姿に進化した恐竜が多い。

### 低木林・長茎草本サバンナ
クリブラム (Cribrusaurus rubicundus )
大陸東部の湖に棲む、現実世界のフラミンゴに似たコエルロサウルス類。後肢、尾、首、アゴが細長く、後肢1本で浅瀬に立ち、肩を支点に首を半回転させて水をすくい、櫛のように並んだ細い歯で水中の非常に小さな食物を濾し取る。体（羽毛）は本来は明るい灰色だが、食物に含まれる色素によってピンク色に染まる。フラミンゴと違って飛べないため、捕食者が近づくと水しぶきで相手の目を眩ませるように走って逃げる。
パウチ (Saccosaurus spp.)
川沿いに棲み、魚を主食とするコエルロサウルス類。後肢に水かき、前肢と胴の間には膜があって泳ぐのに役立つが、幼獣にはそれらがない。尾は細長く、種によって違う模様がある。のどに大きな袋があり、親になったパウチは丸呑みした魚を袋に入れて巣に帰り、子供に食べさせる。また子供に水かきなどが生えてくると泳ぎ方を教えてやる。

### 砂漠・低木砂漠
グワナ (Gryllusaurus flavus )
他の大陸では絶滅したイグアノドンの生き残り。祖先によく似た姿で体長は3mほど、小さな群れで行動し、4足歩行と2足歩行のどちらも行える。頭には鮮やかなとさか、口には草を噛み千切ることができるくちばしとデンタルバッテリー構造の臼歯を持つ。前肢の5本の指のうち、1本は祖先と同じ自衛用の鉤爪に、2本はひづめに、2本は物をつかめるようになっている。脇腹に他の部分とは違う色の毛が生えており、その部分を仲間に見せつけるようにジャンプすることは危険が近づいているという合図を意味する。
ディンガム (Velludorsum venenum )
肉食のコエルロサウルス類。体長は1mほどで、4足歩行のようである。雄は雌よりやや小さく、肉以外にもある種の毒草を食べてその毒を後頭部の数本のとげに貯える。また、自分より大きな捕食者（翼竜など）に対して毒があることをアピールするため、背中に沿って派手な色の帆がある。帆は脊椎から伸びた一連の骨の間に膜が張られたもので、普段は寝かせておくこともできる。
ディンガムは雨季の間に巣作りと交尾を行う。途中までは雄が単独で巣を作り、交尾を終えてから雄と雌が協力して残りを完成させる。巣は泥で出来ていて出入り口は狭く、上に砂をかぶせて小さな丘のようにしてある。乾季の間いっぱい雌が卵を暖め、次の雨季には（この頃には巣の上の砂がなくなり、出入り口が大きくなっている）雄が幼獣のいる巣を守る。どちらも場合も餌は相方が運んでくる。

### 熱帯多雨林
クラックビーク (Fortirostrum fructiphagum )
ヒプシロフォドン類の子孫で、アルブロサウルスに似た樹上性の恐竜。比較的小型で、木の実や果物を食べる。首から後ろはすべて毛に覆われ、顔やとさか、のど袋は鮮やかな色をしている。後肢と尾で体を支え（尾は枝に巻き付けるのではなく、先端を押し付ける）、物を掴める前肢と木の実を割れる硬いくちばしで食物をあさる。最も繁栄しているのはオーストラリア区だが、他の大陸にもいくらか仲間がいる。

### 温帯林
タブ (Pigescandens robustus )
ヒプシロフォドン類の子孫で、ユーカリの葉を食べる。よく発達した指や力強いくちばしはクラックビークに似ているが、体つきはタデイや現実世界のコアラのようにずんぐりして動きが鈍い。ユーカリに含まれる毒素が肉に貯まっているので食べてもまずく、猛禽類や肉食の翼竜も襲おうとはしない。

### 列島
大陸の東の二つの島。隔離されたオーストラリア大陸からさらに隔離されており、原始的な爬虫類や飛べない翼竜なども棲んでいる。以下はいずれも地上生活するようになった翼竜の子孫。
クルーン (Perdalus rufus )
体長70cmほどで、現実世界のキーウィのように翼と前肢は完全に退化し、顔と後肢以外は長い毛に覆われている。歯は一生伸び続ける。林の中に棲んでおり、片足で立ち、もう一方の足で草などをつかんで口に運ぶ。
ワンドル (Pervagarus altus )
体高2m、前肢はなく、後肢はやや太く、胴体と後頭部に毛が生えている。頭の形は同じく草食性のフラープやスプリントサウルスに似ている。平地から高山まで広く分布しているが、高度によって種が違い、それぞれの場所に生えているものを主食とする。

### 熱帯多雨林 ― 島の渚
ココナッツグラブ（ヤシダコ／Nuctoceras litureperus ）
水陸両棲のアンモナイト。夜になると砂浜に上がってきてヤシの実（ココナッツ）を食べる。樹に登って実を採ることもある。8本の触手があり、後ろ（殻に近い方）の4本は地上を移動したり樹に登るためのもので、短く先端が太い。前の4本はヤシの実をつかむために長く自由に動く。
ショアランナー (Brevalus insularis )
飛ぶのをやめた翼竜。翼は退化し始めているがまだ広げればそれなりの大きさがあり、走る時にバランスをとるのに使われる。四肢には長い指と爪があり、樹に登ることもできる。くちばしのように長いあごで穴の中の昆虫をつまみ出したり、ココナッツグラブを含む浜辺の小動物の肉を引き裂いたりして食べる。

## 海洋

### 渚
ソア (Cicollum angustalum )
翼長が4m以上ある翼竜。翼が濡れないように真上に向けた姿勢で海面に浮かんだまま、長い首を水に突っ込んで魚を捕る。海岸の岩場に作った巣に戻ると、食べた魚を吐き出して子供に与える。
プランジャー (Pinala fusiforme )
現実世界のペンギンに似た飛べない翼竜。皮下脂肪と細かい毛に覆われた体は流線型で、膜でつながった後肢と尾、それにひれ状になった翼で巧みに泳ぎまわって魚を捕らえる。

### 温帯の海洋
ホワルク（クジラリュウ／Insulasaurus oceanus ）
いわゆる首長竜の仲間だが首の短いプリオサウルス類の子孫で、体長は20mとこの時代における海棲爬虫類の中では最大。現実世界のシロナガスクジラのような姿をしており、のど袋に溜めた海水を一気に吐き出し、無数の細い歯でプランクトンを漉し採って食べる。
バードスナッチャー (Raperasaurus velocipinnus )
エラスモサウルスの一種で、姿は先祖とほとんど変わっていない。70個以上の骨がある細長い首を素早く空中に突き出して、海面近くを飛んでいる鳥を捕らえる。

### 外洋
ペロラス (Piscisaurus sicamalus )
体長2mほどの小型のプリオサウルスで、クラーケンの唯一の天敵。クラーケンの毒に免疫があり、触手をかき分けて本体のところに辿り着き、細長く鋭いあごを殻の口から中に突き刺して倒す。
クラーケン (Giganticeras fluitarus )
海面を漂う大きなアンモナイト。殻の直径は4m、12本ある触手の長さは10mほど。殻は本体が収まっている一番外側の部分を除いて小さな部屋に区切られており、その中の空気によって浮力を得る。放射状に広がった触手からは毒のある無数の繊毛が垂れ下がり、それに引っかかったものは何でも口に入れる。